# Дидаскалије
Дидаскалије (грч. διδασκαλια - упутство) су кратке напомене у драмском сценарију у којима нам указују шта ради књижевни лик док изговара текст.
Наведене су унутар заграда испред или после говорног текста лика. Користе се као упутства позоришним глумцима како треба да се понашају на сцени или шта треба да раде. Осим тога, дидаскалије су једна врста савремене нотације у књижевности.

## Пример
Вилијам Шекспир, Ромео и Јулија
- Ромео (положи руке на срце): Ко није никад осетио рану, и огреботини се подсмева - ал' тихо! Каква светлост продире кроз онај прозор? То је исток, а Јулија је Сунце.
- Јулија (стидљиво прилази Ромеу): Ромео, o Ромео! Зашто си Ромео? O одбаци оца свог, одбаци име то – ил' ако нећеш, приони да ме љубиш, па ћу ја порећи да се зовем Капулети!